# Cruzada de 1197
La cruzada de 1197, también conocida como la cruzada de Enrique VI  (en alemán: Kreuzzug Heinrichs VI) o la cruzada alemana (Deutscher Kreuzzug) fue una cruzada convocada por el emperador Hohenstaufen Enrique VI en respuesta al abortado intento de su padre, el emperador Federico I Barbarroja durante la Tercera Cruzada en 1189-1190. Por eso la campaña militar también se conoce como la cruzada del Emperador (haciéndose eco del nombre «cruzada del Rey» otorgada a la Tercera Cruzada).
Mientras sus fuerzas ya estaban camino a Tierra Santa, Enrique VI murió antes de su partida en Messina el 28 de septiembre de 1197. El conflicto que surgió por el trono entre su hermano Felipe de Suabia y el rival Otón de Brunswick hizo que muchos de los cruzados de alto rango regresaran. al reino de Germania para proteger sus intereses en las siguientes elecciones imperiales.
Los nobles que continuaron la campaña capturaron la costa de Levante mediterráneo entre Tiro y Trípoli antes de regresar a Alemania. La Cruzada terminó abruptamente después de la caída de las ciudades de Sidón y Beirut en 1198.

## Contexto
El 2 de octubre de 1187, el sultán ayubí Saladino había capturado Jerusalén y gran parte de los estados cruzados. En un esfuerzo por reclamar los estados de ultramar, se convocó la Tercera Cruzada por los reyes Felipe II de Francia y Ricardo I de Inglaterra y por el emperador Federico I del Sacro Imperio Romano Germánico en 1189. Federico partió con un ejército enorme, derrotó a un contingente selyúcida cerca de Philomelion y capturó Iconium, pero inesperadamente murió al ahogarse en el río Göksu, cerca de Silifke, en Cilicia.
Tras su muerte, la hueste de cruzados alemanes de Federico, con un total de entre 12−15 000 hombres, se disolvió y un contingente mucho más pequeño liderado por el hijo de Federico, el duque Federico V de Suabia, continuó hacia Tierra Santa, donde se unieron al sitio de Acre (1189-1191). La cruzada terminó en 1192 con el Tratado de Ramla, suscrito por el sultán Saladino y el rey Ricardo Corazón de León, estableciéndose un armisticio de tres años y permitiendo a los musulmanes retuviesen el control de Jerusalén, mientras que los cruzados conservaban Acre, Jaffa, y otras ciudades costeras clave.

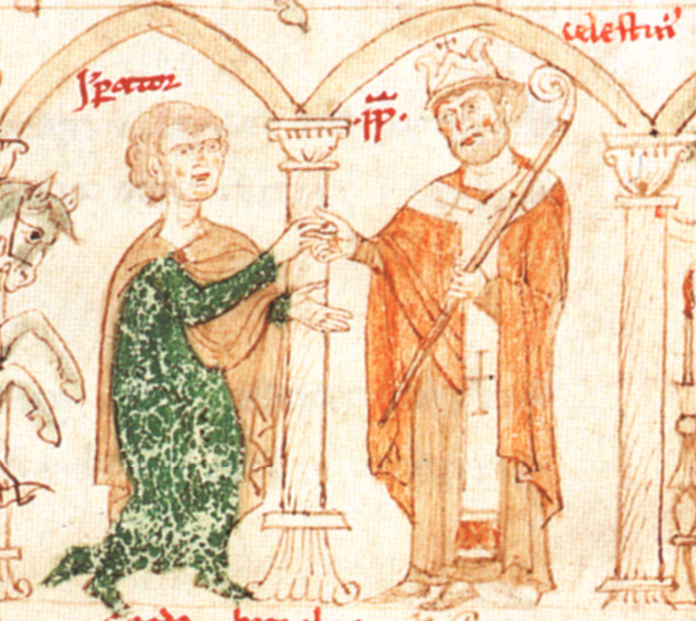
Enrique y el papa Celestino, del Liber ad honorem Augusti, de Pedro de Eboli, 1196

Enrique VI, elegido rey de los romanos en 1169, sucedió a su padre Federico y fue coronado como emperador del Sacro Imperio por el papa Celestino III en 1191. En su lucha con los príncipes imperiales para imponer su sucesión, la marea cambió a su favor cuando el retornado rey cruzado Ricardo fue capturado en Austria y solo fue liberado contra un juramento de lealtad y el pago de un enorme rescate. En 1194, Enrique pudo afirmar las demandas de herencia de su esposa Constanza al conquistar el reino de Sicilia. Al declarar una nueva Cruzada para reconquistar Jerusalén, Enrique se remitió  a un acuerdo con el papa Celestino III para reconocer su dominio sobre Sicilia. Entretanto, el sultán Saladino ya había muerto en 1193 y se desencadenó un conflicto por su sucesión en las tierras de los ayúbidas. En 1195, terminaba el armisticio suscrito por el rey Ricardo . En vista de estos desarrollos favorables, el emperador esperaba continuar el impulso de la campaña anterior.
Enrique VI decidió sacar ventaja de la amenaza de fuerza que su padre había ejercido contra el Imperio bizantino, afectado por las rebeliones en Serbia y Bulgaria, así como por las incursiones selyúcidas. El emperador Isaac II Ángelo había mantenido estrechos vínculos con el rey ursurpador siciliano Tancredo de Lecce, que había sido derrocado en abril de 1195 por su hermano Alejo III Ángelo. Enrique aprovechó la ocasión para exigir un tributo y envió una carta amenazadora al emperador bizantino para financiar la cruzada planificada. Alejo inmediatamente se sometió a las demandas tributarias y exigió altos impuestos a sus súbditos para pagar a los cruzados 5000 libras de oro. Enrique también forjó alianzas con el rey Aimerico de Chipre y el príncipe León de Cilicia.

## Llamada a la Cruzada

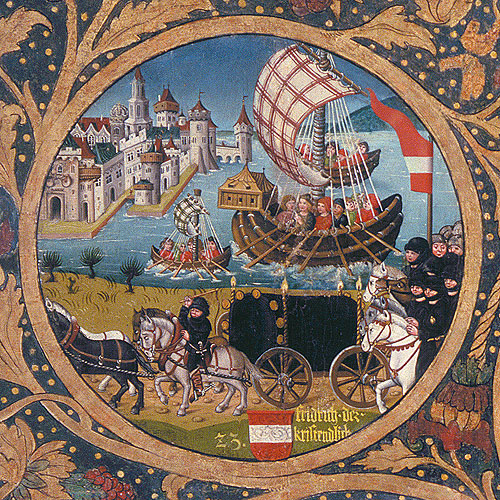
Federico de Austria en el viaje a Tierra Santa, pedigree de Babenberg, monasterio de Klosterneuburg, ca. 1490

Durante la Semana Santa (marzo) de 1195, el emperador Enrique hizo una promesa y en las celebraciones de Pascua en Bari anunció públicamente la Cruzada. El plan original de Enrique en abril de 1195 era movilizar una fuerza de 1500 caballeros y 3000 sargentos, pero este total se excedería se mucho.  En el verano viajaba por Alemania para ganar seguidores. A pesar del estancamiento de la Tercera Cruzada, un gran número de nobles respondieron, entre otros el arzobispo Conrado de Mainz, el archicanciller de Germania y el arzobispo Hartwig de Bremen, nueve obispos —incluidos Wolfger de Passau, Conrado de Hildesheim—,  cinco duques —Enrique I de Brabante, Bertoldo IV de Merania, Federico de Austria, su tío Enrique de Mödling y el primo del emperador Hermann I Landgrave de Turingia— y varios condes —incluidos Enrique V del Rin, Meinhard II de Gorizia, Eberhard de Dörnberg—. Un gran número de nobles menores también se unió a la Cruzada y en poco tiempo, de acuerdo con Arnold von Lübeck en su Arnoldi Chronica Slavorum, una poderosa hueste militar de 60 000 hombres, incluyendo 7000 caballeros germanos, estaba en camino. Un cronista contemporáneo dio una estimación más baja de 4000 caballeros y una cantidad desconocida de infantería. La historiadora alemana Claudia Naumann sugirió en 1994 que la Cruzada tendría 16 000 hombres, incluyendo 3000 caballeros. Bretislaus III, Duque de Bohemia había aceptado unirse a la Cruzada en la Dieta de Worms en diciembre de 1195, y planeaba hacerlo, hasta que cayó enfermo y murió el 15 o el 19 de junio de 1197.
En marzo de 1197, Enrique se dirigió al reino de Sicilia. Los cruzados se embarcaron para Acre, mientras que el emperador primero tuvo que reprimir una revuelta armada en Catania. Una fuerza de 3.000 soldados sajones y renanos en 44 barcos bajo el mando del conde Palatino Enrique V y del arzobispo Hartwig de Bremen zarpó del norte de Alemania y llegó a Messina en agosto, donde se fusionaron con las tropas del emperador y navegaron hacia el Mediterráneo oriental. Todavía en Sicilia, fuera para cazar cerca de Fiumedinisi en agosto, el emperador Enrique enfermó con escalofríos, posiblemente de malaria. Murió el 28 de septiembre antes de que pudiera zarpar hacia Tierra Santa.

## Campaña

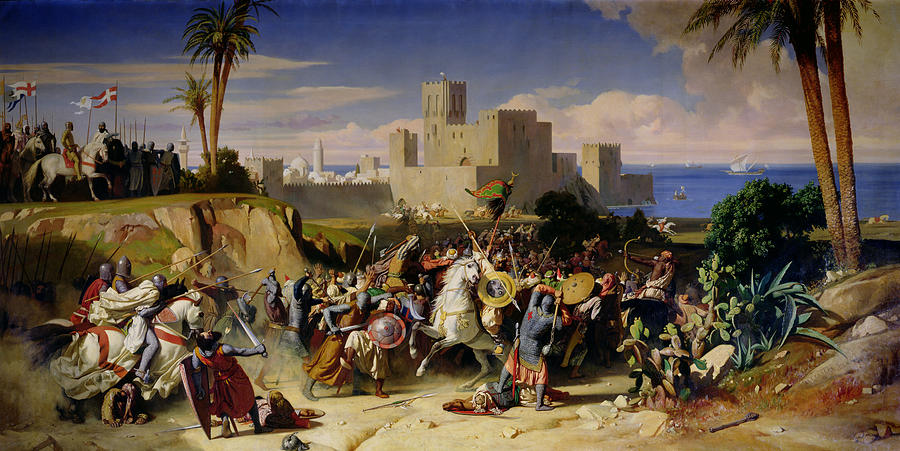
Reconquista de Beirut, Alexandre Hesse, 1842

El 22 de septiembre de 1197 un ejército alemán sustancial bajo el mando del archicanciller Conrado de Maguncia y del mariscal Enrique de Kalden desembarcó en Acre, donde su presencia despertó el disgusto de las fuerzas francas de la reina Isabel de Jerusalén. Como los príncipes alemanes negaron la autoridad de Enrique de Kalden, eligieron al duque Enrique I de Brabante como su comandante y los cruzados se dirigieron a Tiro, iniciando una campaña para expulsar a los musulmanes de Beirut y someter la costa de Levante hasta Trípoli. Capturaron la rica e importante ciudad de Sidón y el 24 de octubre ingresaron en Beirut. Con el apoyo de los Príncipes germanos, el rey Aimerico de Chipre, vasallo del emperador Enrique, se casó con la reina Isabel y fue coronado rey de Jerusalén (como Amalrico II) en 1198.
Los cruzados continuaron su campaña y al reconquistar las tierras alrededor del castillo de Biblos (Gibelet) recuperaron el enlace por tierra con el condado de Trípoli. Incluso marcharon contra Damasco y sitiaron la ciudad de Toron, cuando les llegó la noticia de la muerte del emperador. En julio de 1198, la mayoría de los nobles ya habían emprendido el retorno a casa para que sus feudos fueran confirmados por el sucesor de Enrique. Los cruzados restantes concluyeron otro armisticio en junio de 1198 con el emir ayubí Al-Adil I, que reconoció el gobierno del rey Amalrico II sobre las tierras reconquistadas.  En su calidad de rey de Jerusalén, Amalrico transfirió el señorío de Beirut a Juan de Ibelin y el señorío de Sidón a Reinaldo Grenier. En su camino de regreso a Alemania, el arzobispo Conrado de Maguncia coronó en enero de 1198 al príncipe León de Cicilia, rey de Armenia en Tarsus.

## Consecuencias
Sobrecogidos por la muerte de Enrique, los cruzados no culminaron sus elevadas ambiciones. Sin embargo, el debilitamiento del Imperio bizantino persistió y estableció una base para la Cuarta Cruzada y el saqueo de Constantinopla en 1204. Al mismo tiempo, la intención inicial de reconquistar Jerusalén fue abandonada, cuando el armisticio con la dinastía ayubí fue renovado para otros seis años.
Los príncipes alemanes se concentraron más tarde en las adquisiciones de tierras que habían logrado en los territorios de los eslavos polabianos iniciadas por la cruzada de los wendos de 1147. La Orden Teutónica, establecida durante el asedio de Acre en 1190 y elevada a orden de caballería durante la cruzada alemana en marzo de 1198, jugó un papel importante en la expansión alemana hacia el este de Prusia y en la región báltica adyacente en el siglo XIII.